# Adamo ed Eva (Dürer)

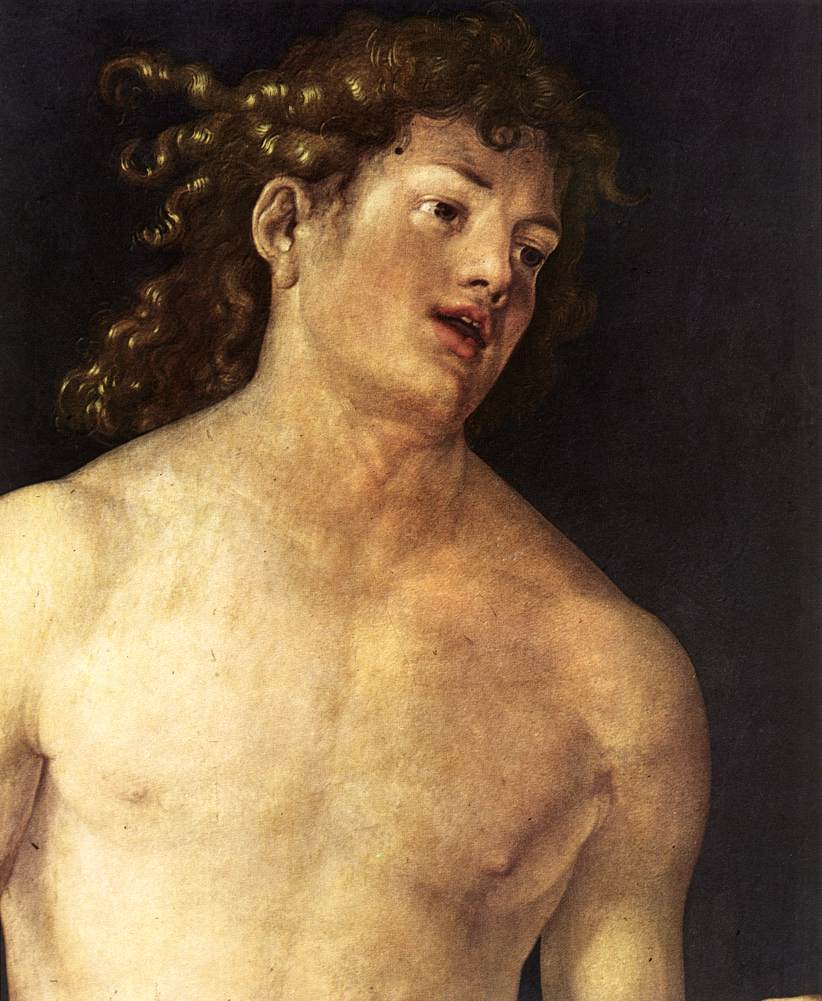
Dettaglio

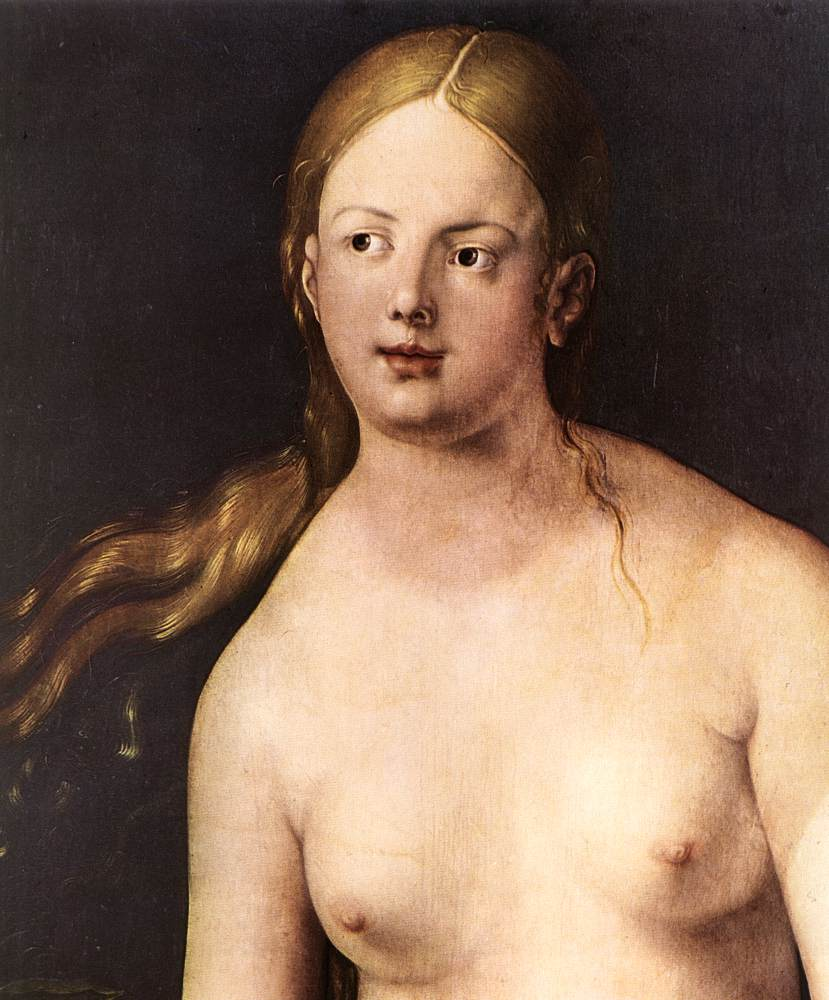
Dettaglio

Adamo ed Eva è un doppio dipinto a olio su tavola (209x80 cm ciascuno) di Albrecht Dürer, firmato e datato 1507, e conservato nel Museo del Prado a Madrid. L'opera è firmata su un cartellino appeso a un ramo vicino Eva, col monogramma e un'iscrizione: "Alebrtus Dürer Almanus faciebat post Virginis partum 1507 A.D."

## Storia
Il doppio dipinto segna il culmine degli studi sulla proporzione umana di Dürer, che in quell'anno, appena tornato dal secondo viaggio a Venezia, avrebbe voluto analizzare approfonditamente in un trattato. Si tratta dei primi nudi a grandezza naturale nell'arte tedesca.
Non si conosce il nome del committente, ma è probabile che fossero destinati a qualche religioso-umanista, desideroso di ottenere una delle poche raffigurazioni di nudo consentite dalla tradizione religiosa. Tra i nomi proposti ci sono Johann Thurzo, vescovo di Breslavia, citato in una testimonianza contemporanea come acquirente dall'artista di un dipinto sullo stesso tema per 120 fiorini.
Le due tavole si conoscono da quando erano di proprietà della regina Cristina di Svezia, la quale le donò a Filippo IV di Spagna. Dalle collezioni reali confluirono poi al Prado.
L'opera ebbe una notevole risonanza, venendo copiata più volte. Una di queste copie, di Hans Baldung Grien, si trova oggi agli Uffizi di Firenze.

## Descrizione e stile
I due progenitori sono ritratti in una tavola ciascuno su sfondo scuro, appoggiati a figura intera su un suolo sassoso (in quello di Adamo vi si legge anche il monogramma). Eva è vicina all'Albero della Vita e il serpente le sta porgendo il frutto del Peccato originale, che essa afferra senza guardare. Nell'altra tavola Adamo tiene già in mano un ramo con il frutto e, con le foglie, si copre le parti intime per il sopraggiungere della vergogna. Essa ha un volto tondeggiante e i capelli lunghi, a differenza delle fisionomie tradizioni dell'arte tedesca; inoltre le sue gambe incrociate accennano a un dinamismo più marcato rispetto ad Adamo.
Rispetto all'analogo tema trattato da una celebre incisione del 1504, il dipinto del Prado mostra l'evoluzione del concetto di bellezza ideale per l'artista: la bellezza ideale dei soggetti non scaturisce dalla regola classica delle proporzioni di Vitruvio, ma da un approccio più empirico, che lo portò a creare figure più slanciate, aggraziate e dinamiche. La novità si vede bene confrontando l'opera con l'incisione del Peccato originale di qualche anno prima, in cui i progenitori erano irrigiditi da una geometrica solidità.

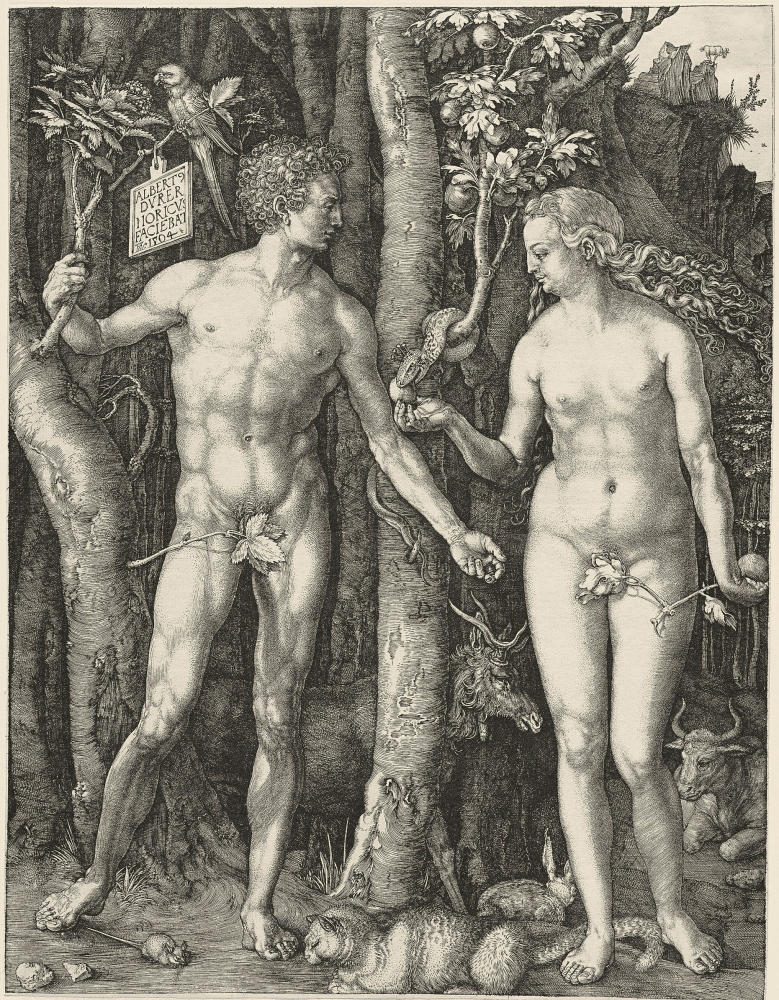
Peccato originale, incisione
Adamo ed Eva della Pierpont Morgan Library
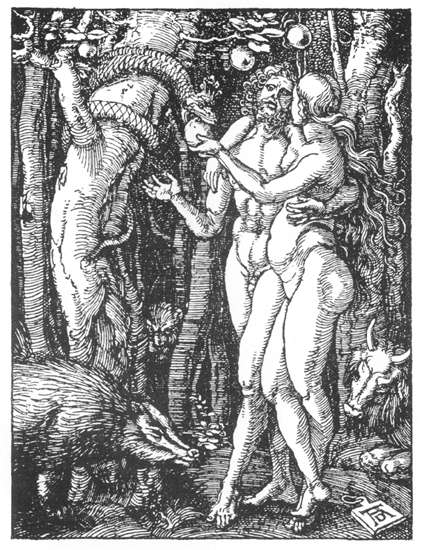
Peccato originale della Piccola Passione
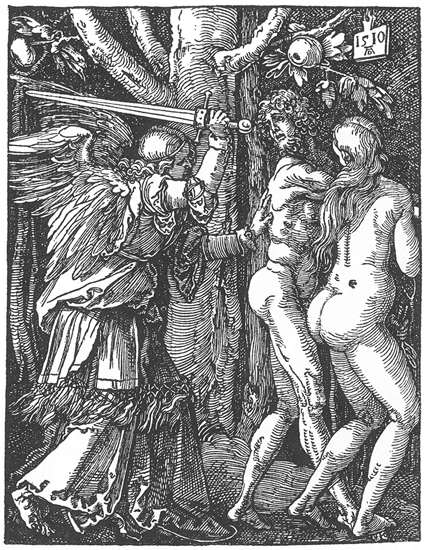
Cacciata dal Paradiso terrestre della Piccola Passione